# Lambda Lyrae
Lambda Lyrae ( λ Lyrae, förkortat Lambda Lyr,  λ Lyr), som är stjärnans Bayer-beteckning, är en ensam stjärna belägen i den sydöstra delen av stjärnbilden Lyran. Den har en skenbar magnitud på 4,94 och är svagt synlig för blotta ögat. Baserat på parallaxmätning inom Hipparcosuppdraget på ca 3,0 mas, beräknas den befinna sig på ett avstånd av ca 1 110 ljusår (340 parsek) från solen.

## Egenskaper
Lambda Lyrae är en orange till röd ljusstark jättestjärna av spektralklass K2.5 II. Den har en massa som är 6,3 gånger större än solens och en radie som är 120 gånger större än solens radie. Den utsänder från dess fotosfär över 2 200 gånger mer energi än solen vid en effektiv temperatur på 4 220 K.